# (119979) 2002 WC19
2002 دابليو سي 19 (ويعرف أيضًا باسم (119979) 2002 دابليو سي 19 وفق تسمية الكوكب الصغير) (بالإنجليزية: 2002 WC19)‏ هو كويكب ضمن حزام الكويكبات؛ وترتيبه 119979 من حيث الاكتشاف.
اكتُشف هذا الجُرم الفلكي بواسطة مرصد بالومار في 16 نوفمبر 2002.

## وصلات خارجية
- (119979) 2002 WC19 في قاعدة بيانات مختبر الدفع النفاث لأجرام النظام الشمسي الصغيرة

- الاكتشاف · مخطط المدار ·  العناصر المدارية · المعلمات المادية

- (119979) 2002 WC19 على موقع ويكي سكاي: DSS2, SDSS, GALEX, IRAS, Hydrogen α, X-Ray, Astrophoto, Sky Map, Articles and images